# Fußball-Europameisterschaft 2012/Frankreich
Dieser Artikel behandelt die französische Nationalmannschaft bei der Fußball-Europameisterschaft 2012.

## Qualifikation
Frankreich spielte in der Qualifikationsgruppe D. Diese verlief für die Bleus, insbesondere wegen der (auch personellen) Nachwirkungen des „Negativauftritts“ bei der WM in Südafrika, zu Beginn schwierig und am Ende glücklich. Die vom neuen Nationaltrainer Laurent Blanc betreute Elf startete mit einer Heimniederlage gegen Belarus, gewann aber ihre nächsten vier Begegnungen – dabei auch diejenige bei ihrem letztlichen Hauptkonkurrenten, Bosnien-Herzegowina –, ehe sie beim Rückspiel gegen die Belarussen ebenso wenig über ein Remis hinauskam wie kurz darauf in Rumänien. In der letzten Partie benötigten die Franzosen im Stade de France gegen Bosnien-Herzegowina lediglich noch einen Punkt und gewannen diesen schließlich auch gegen den nach überwiegender Meinung der einheimischen Medien allerdings durchweg überlegenen Gast: Erst ein in der 78. Minute durch Samir Nasri verwandelter Strafstoß stellte den 1:1-Endstand her.
Torhüter Hugo Lloris war als einziger Spieler in sämtlichen zehn Begegnungen zum Einsatz gekommen. Die 15 Treffer für Frankreich erzielten: Karim Benzema, Yoann Gourcuff, Florent Malouda (je 3), Loïc Rémy (2), Philippe Mexès, Yann M’Vila, Samir Nasri, Anthony Réveillère (je 1).
| Pl. | Land                    | Sp. | S | U | N | Tore    | Punkte |
| --- | ----------------------- | --- | - | - | - | ------- | ------ |
| 1.  | Frankreich              | 10  | 6 | 3 | 1 | 015:400 | 21     |
| 2.  | Bosnien und Herzegowina | 10  | 6 | 2 | 2 | 017:800 | 20     |
| 3.  | Rumänien                | 10  | 3 | 5 | 2 | 013:900 | 14     |
| 4.  | Belarus                 | 10  | 3 | 4 | 3 | 008:700 | 13     |
| 5.  | Albanien                | 10  | 2 | 3 | 5 | 007:140 | 09     |
| 6.  | Luxemburg               | 10  | 1 | 1 | 8 | 003:210 | 04     |

| 03.09.2010 | St.-Denis | Frankreich    | – | Belarus    | 0:1 (0:0) |
| 07.09.2010 | Sarajevo  | Bosnien-Herz. | – | Frankreich | 0:2 (0:0) |
| 09.10.2010 | St.-Denis | Frankreich    | – | Rumänien   | 2:0 (0:0) |
| 12.10.2010 | Metz      | Frankreich    | – | Luxemburg  | 2:0 (1:0) |
| 25.03.2011 | Luxemburg | Luxemburg     | – | Frankreich | 0:2 (0:1) |

| 03.06.2011 | Minsk     | Belarus    | – | Frankreich    | 1:1 (1:1) |
| 02.09.2011 | Tirana    | Albanien   | – | Frankreich    | 1:2 (0:2) |
| 06.09.2011 | Bukarest  | Rumänien   | – | Frankreich    | 0:0       |
| 07.10.2011 | St.-Denis | Frankreich | – | Albanien      | 3:0 (2:0) |
| 11.10.2011 | St.-Denis | Frankreich | – | Bosnien-Herz. | 1:1 (0:1) |

## Aufgebot
Trainer Blanc hatte am 9. und 15. Mai seine erste Vorauswahl von 26 Spielern für die Vorbereitung bekanntgegeben. Am 29. Mai hat er den endgültigen 23er-Kader an die UEFA gemeldet, für den er auf Loïc Rémy (verletzt), Yoann Gourcuff und Mapou Yanga-Mbiwa verzichtet hat. Das größte Problem stellt sich im defensiven Bereich dar, weil mit Éric Abidal und Bacary Sagna zwei erfahrene Stammspieler verletzungsbedingt absagen mussten und auch Mexès nach einer längeren Spielpause erst wenige Begegnungen mit seiner Vereinsmannschaft bestreiten konnte. 11 von 23 Spielern standen im Ausland unter Vertrag. Der Großteil spielte in der Premier League. Zwei weitere spielten in der Primera División, während die Bundesliga und die Serie A jeweils einen Akteur stellten.
| Trikot- Nr. | Name               | Verein (a)              | Geburtstag | LSp (b) (Tore) | Eins. (c) | Tore | Rot | G/R | Gelb |
| Tor         | Tor                | Tor                     | Tor        | Tor            | Tor       | Tor  | Tor | Tor | Tor  |
| ----------- | ------------------ | ----------------------- | ---------- | -------------- | --------- | ---- | --- | --- | ---- |
| 23          | Cédric Carrasso    | Girondins Bordeaux      | 30.12.1981 | 01 (00)        | 0         | 0    | 0   | 0   | 0    |
| 01          | Hugo Lloris        | Olympique Lyon          | 26.12.1986 | 33 (00)        | 4         | 0    | 0   | 0   | 0    |
| 16          | Steve Mandanda     | Olympique Marseille     | 28.03.1985 | 15 (00)        | 0         | 0    | 0   | 0   | 0    |
| Abwehr      |                    |                         |            |                |           |      |     |     |      |
| 22          | Gaël Clichy        | Manchester City (ENG)   | 26.07.1985 | 12 (00)        | 3         | 0    | 0   | 0   | 0    |
| 02          | Mathieu Debuchy    | OSC Lille               | 28.07.1985 | 05 (01)        | 4         | 0    | 0   | 0   | 1    |
| 03          | Patrice Evra       | Manchester United (ENG) | 15.05.1981 | 41 (00)        | 1         | 0    | 0   | 0   | 0    |
| 21          | Laurent Koscielny  | FC Arsenal (ENG)        | 10.09.1985 | 03 (00)        | 1         | 0    | 0   | 0   | 0    |
| 05          | Philippe Mexès     | AC Mailand (ITA)        | 30.03.1982 | 26 (01)        | 3         | 0    | 0   | 0   | 2    |
| 04          | Adil Rami          | FC Valencia (SPA)       | 27.12.1985 | 20 (01)        | 4         | 0    | 0   | 0   | 0    |
| 13          | Anthony Réveillère | Olympique Lyon          | 10.11.1979 | 17 (01)        | 1         | 0    | 0   | 0   | 0    |
| Mittelfeld  |                    |                         |            |                |           |      |     |     |      |
| 06          | Yohan Cabaye       | Newcastle United (ENG)  | 14.01.1986 | 13 (00)        | 3         | 1    | 0   | 0   | 1    |
| 18          | Alou Diarra        | Olympique Marseille     | 15.07.1981 | 41 (00)        | 3         | 0    | 0   | 0   | 0    |
| 15          | Florent Malouda    | FC Chelsea (ENG)        | 13.06.1980 | 77 (09)        | 3         | 0    | 0   | 0   | 0    |
| 19          | Marvin Martin      | FC Sochaux              | 10.01.1988 | 12 (02)        | 2         | 0    | 0   | 0   | 0    |
| 12          | Blaise Matuidi     | Paris Saint-Germain     | 09.04.1987 | 04 (00)        | 0         | 0    | 0   | 0   | 0    |
| 17          | Yann M’Vila        | Stade Rennes            | 29.06.1990 | 19 (01)        | 3         | 0    | 0   | 0   | 0    |
| 11          | Samir Nasri        | Manchester City (ENG)   | 26.06.1987 | 31 (03)        | 4         | 1    | 0   | 0   | 0    |
| 07          | Franck Ribéry      | Bayern München (DEU)    | 07.04.1983 | 60 (10)        | 4         | 0    | 0   | 0   | 0    |
| Angriff     |                    |                         |            |                |           |      |     |     |      |
| 20          | Hatem Ben Arfa     | Newcastle United (ENG)  | 07.03.1987 | 11 (02)        | 2         | 0    | 0   | 0   | 0    |
| 10          | Karim Benzema      | Real Madrid (SPA)       | 19.12.1987 | 45 (15)        | 4         | 0    | 0   | 0   | 0    |
| 09          | Olivier Giroud     | HSC Montpellier         | 30.09.1986 | 06 (01)        | 3         | 0    | 0   | 0   | 0    |
| 14          | Jérémy Ménez       | Paris Saint-Germain     | 07.05.1987 | 13 (01)        | 3         | 1    | 0   | 0   | 2    |
| 08          | Mathieu Valbuena   | Olympique Marseille     | 28.09.1984 | 12 (02)        | 0         | 0    | 0   | 0   | 0    |
| Trainer     |                    |                         |            |                |           |      |     |     |      |
|             | Laurent Blanc      | Laurent Blanc           | 19.11.1965 | 23 (d)         |           |      |     |     |      |

## Spiele der französischen Mannschaft

### Vorbereitung
Der französische Verband hatte in Vorbereitung auf das Turnier, das in Polen und der Ukraine ausgetragen wird, für Ende Mai und Anfang Juni noch drei Freundschaftsspiele im eigenen Land bestritten. Nach der Auslosung beschlossen die Franzosen ihr Quartier im ostukrainischen Donezk zu nehmen, wo sie die Trainings- und Infrastruktureinrichtungen von Schachtjor nutzen konnten.

### EM-Vorrunde
Gegen England (0:0 bei der Euro 1992, 2:1 bei der Euro 2004) und Schweden (1:1 bei der Euro 1992) hat Frankreich bei früheren Europameisterschaftsendrunden bereits gespielt, gegen die Ukraine noch nicht. Das jeweils letzte Länderspiel gegen die drei Gruppengegner gewannen die Bleus gegen die Ukraine 4:1 (Juni 2011 in Donezk), gegen England 2:1 (November 2010 in London) und gegen Schweden 3:2 (August 2008 in Göteborg).
| Pl.                                                                             | Land       | Sp. | S | U | N | Tore    | Diff. | Punkte |
| ------------------------------------------------------------------------------- | ---------- | --- | - | - | - | ------- | ----- | ------ |
| 1.                                                                              | England    | 3   | 2 | 1 | 0 | 005:300 | +2    | 07     |
| 2.                                                                              | Frankreich | 3   | 1 | 1 | 1 | 003:300 | ±0    | 04     |
| 3.                                                                              | Ukraine    | 3   | 1 | 0 | 2 | 002:400 | −2    | 03     |
| 4.                                                                              | Schweden   | 3   | 1 | 0 | 2 | 005:500 | ±0    | 03     |
| Für die Platzierung 3 und 4 ist der direkte Vergleich maßgeblich (siehe Modus). |            |     |   |   |   |         |       |        |

- 11. Juni, 18.00 h, Donezk, Frankreich – England 1:1 (1:1)

Lloris  – Debuchy, Rami, Mexès, Evra – Cabaye (85. Ben Arfa), Diarra – Ribéry, Nasri, Malouda (85. Martin) – Benzema
Tore: 0:1 Lescott (30.), 1:1 Nasri (39.)
Persönliche Strafen: keine
- 15. Juni, 20.45 h, Donezk, Frankreich - Ukraine 2:0 (0:0)

Lloris  – Debuchy, Rami, Mexès, Clichy – Cabaye (68. M’Vila), Diarra – Ménez (73. Martin), Nasri, Ribéry – Benzema (76. Giroud)
Tore: 1:0 Ménez (53.), 2:0 Cabaye (56.)
Persönliche Strafen: Ménez, Debuchy, Mexès (jeweils Gelb)
Besondere Vorkommnisse: Das Spiel wurde nach fünf Minuten wegen eines Gewitters mit starken Niederschlägen für annähernd eine Stunde unterbrochen.
- 19. Juni, 20.45 h, Kiew, Frankreich - Schweden 0:2 (0:0)

Lloris  – Debuchy, Rami, Mexès, Clichy – M’Vila (82. Giroud), Diarra – Ben Arfa (59. Malouda), Nasri (77. Ménez), Ribéry – Benzema
Tore: 0:1 Ibrahimović (54.), 0:2 Larsson (90.+1)
Persönliche Strafen: Mexès (Gelb)

### Viertelfinale
Auch gegen Viertelfinalgegner Spanien haben die Bleus bei früheren EM-Endrunden schon gespielt: 2:0 im Endspiel 1984, 1:1 in der Vorrunde 1996 und 2:1 im Viertelfinale 2000. Das letzte freundschaftliche Aufeinandertreffen im März 2010 verloren sie allerdings mit 0:2.
- 23. Juni, 20.45 h, Donezk, Frankreich – Spanien 0:2 (0:1)

Lloris  – Réveillère, Rami, Koscielny, Clichy – Debuchy (65. Ménez), M’Vila (79. Giroud) – Malouda (65. Nasri), Cabaye, Ribéry – Benzema
Tore: 0:1 Xabi Alonso (19.), 0:2 Xabi Alonso (90.+1, Foulelfmeter)
Persönliche Strafen: Cabaye, Ménez (beide Gelb)